# Мантійна порожнина
Мантійна порожнина — це проміжок між мантією і тулубом у молюсків.
Мантійна порожнина сполучена отворами з навколишнім середовищем. У ній розташовані органи дихання; у мантійну порожнину відкриваються анальний, сечовидільний та статевий отвори.